# Archivio Bettmann

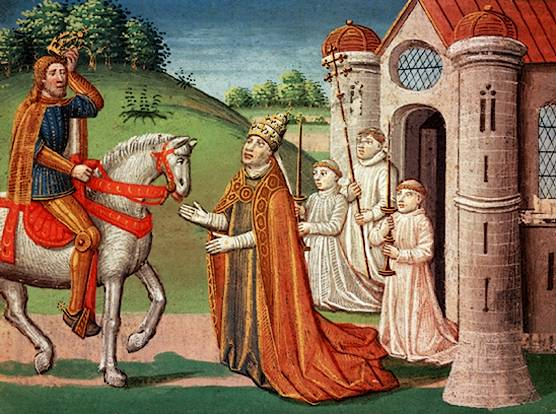
Carlo Magno e Papa Adriano I. Immagine dell'archivio

L'Archivio Bettmann è una collezione di più di 11 milioni di fotografie ed immagini, alcune delle quali databili alla Guerra di secessione americana e comprendente alcune tra le più famose immagini della storia degli Stati Uniti d'America e non solo.
Fu fondato da Otto Bettmann nel 1936. La collezione fu ospitata all'inizio nel suo appartamento di New York, per poi cambiare diverse sedi. Dal 2002 è ospitato a 67 metri di profondità, nelle viscere dell'Iron Mountain, in Pennsylvania per poter preservare nelle migliori condizioni la collezione.